# 里塔尔迪堡
里塔尔迪堡（義大利語：Castel Ritaldi）是意大利佩鲁贾省的一个市镇。总面积22.53平方公里，人口3321人，人口密度147.4人/平方公里（2009年）。ISTAT代码为054008。